# Juan María Alponte
Juan María Alponte, pseudònim utilitzat per Enrique Ruíz García (Santander, 20 de desembre de 1934 - Ciutat de Mèxic, 3 de desembre de 2015), periodista, catedràtic i historiador espanyol, nacionalitzat mexicà. Professor de temps complet de la Facultat de Ciències Polítiques i Socials de la Universitat Nacional Autònoma de Mèxic (UNAM) per més de 45 anys i columnista del diari El Universal. Enrique Restituto Ruíz García va ser el nom en la vida real de Juan María Alponte, qui va prendre l'àlies de la seva admiració a José María Apote, primer esclau alliberat de Cuba, nom que Ruíz va alterar per fer-ho més sonor.
Doctor en història per la Universitat de Madrid, va exercir el periodisme a Mèxic durant mig segle. Es va traslladar a aquest país després d'estar a França i els Estats Units d'Amèrica, fugint del franquisme en 1968. Hauria d'establir-se definitivament en la Ciutat de Mèxic, concedint-se-li la nacionalitat mexicana en 1972.
Durant el règim sexennal del president mexicà Luis Echeverría Álvarez (1970-1976) va conduir el programa televisiu dominical El mundo en que vivimos (en català «el món en què vivim»), en què analitzava la situació mundial. En aquest temps feia servir un altre pseudònim: Hernando Pacheco. Assegut en una butaca, vestit de tern, corbata i polaines, a vegades tenia com a convidats alguns dels seus joves deixebles universitaris.

## Obra
- Retrato de una familia babélica
- Cultura y pensamiento revolucionario en el siglo XX, editado por la UNAM.
- Inglaterra, del imperio a la nación, editado por el Fondo de Cultura Económica
- Hombres en la historia
- La revolución ciberespacial
- La privatización del Estado-nación, (ensayo de insurgencia)

## Reconeixements[calcitació]
- Palma d'or de la televisió mexicana pel seu programa El mundo en que vivimos.
- Mercuri d'Or (Gold Mercury International) atorgat per Think Tank Internacional per la seva obra cultural.
- Medalla al Mèrit Acadèmic per la UNAM (2006).
- Medalla Ernesto Enríquez Coyro, per la seva trajectòria acadèmica (2007).
- Orde de Cavaller Àguila grau Tezcatlipoca amb bastó de comandament per la Fundació Caballero Àguila A. de C. a Teotihuacán.